# Euphorbia pseudopetiolata
Euphorbia pseudopetiolata är en törelväxtart som beskrevs av Peter Vincent Bruyns. Euphorbia pseudopetiolata ingår i släktet törlar, och familjen törelväxter. Inga underarter finns listade i Catalogue of Life.